# Алгебричний тип даних
Алгебричний тип даних — в інформатиці найзагальніший складений тип, який являє собою тип-суму з типів-добутків. Алгебричний тип має набір конструкторів, кожен з яких приймає на вхід значення певних типів і повертає значення конструйованого типу. Конструктор є функцією, яка будує значення свого типу на основі вхідних значень. Для подальшого видобування цих значень з алгебричного типу використовується зіставлення зі зразком.

Простим прикладом алгебричного типу даних є список. Дійсно, список має два конструктори — конструктор порожнього списку і конструктор пари, першим елементом якої є значення певного типу, а другим — список. Приклад визначення списку мовою Haskell:
```
 
data
 
List
 
a
 
=
 
Nil
 

       
|
 
Cons
 
a
 
(
List
 
a
)

```

Так що видно, що алгебричні типи даних є контейнерними типами — вони містять у собі значення інших типів (або того ж самого типу). Те, що в списку перший конструктор не приймає на вхід ніяких параметрів, не повинно викликати сумніву. Така форма конструктора є необхідною для створення значень, які не містять нічого, але є «одиничними» елементами алгебричних типів даних.

Спеціальними різновидами алгебричних типів даних є декартові типи (вони мають тільки один конструктор) та перерахування (в них всі конструктори аргументів не мають зовсім, хоча самих конструкторів може бути кілька). Так, найпростішим, але дуже поширеним перерахуванням є логічний тип. Код на Haskell:
```
 
data
 
Bool
 
=
 
False
 
|
 
True

```

Також алгебричний тип даних може бути абстрактним, якщо такий тип визначений у деякому модулі, з якого не експортуються конструктори відповідного типу, а доступ до значень всередині алгебричного типу даних здійснюється за допомогою спеціальних методів — селекторів. Особливо варто відзначити так звані «узагальнені алгебричні типи даних», реалізовані в мовах Haskell і ML.
Залишається відзначити, що з точки зору синтаксично-орієнтованого конструювання даних алгебричним типом даних є розмічене об'єднання декартових добутків типів. Кожний доданок у розміченому об'єднанні відповідає одному конструктору, а кожен конструктор своєю чергою визначає декартів добуток типів, відповідних параметрам конструктора. Конструктори без параметрів є порожніми добутками. Якщо алгебричний тип даних є рекурсивним, всі розмічені об'єднання обгортають рекурсивним типом, і кожен конструктор повертає рекурсивний тип.

## Реалізація

### Мова Haskell
У мові Haskell будь-який тип даних, який не є примітивним, є алгебричним. Всі можливі види значень (перерахування, об'єкти, структури тощо) будуються за допомогою конструкторів алгебричних типів даних. Тому розглянута тема є надзвичайно важливою для розуміння системи типізації мови Haskell.

### Мова Nemerle
У мові Nemerle існує ключове слово «variant», за допомогою якого можна описати алгебричний тип даних. Всі створені таким шляхом варіанти можна зіставити зі зразком через ключове слово «match».

### Мова Haxe
У мові Haxe алгебричний тип даних реалізується за допомогою анонімних типів і перерахувань. У мові передбачено зіставлення із зразком, яке так само можна застосувати для роботи з алгебричним типом даних.